# Lijst van voetbalinterlands Guinee - Liberia
Deze lijst van voetbalinterlands is een overzicht van alle officiële voetbalwedstrijden tussen de nationale teams van Guinee en Liberia. De landen hebben tot op heden twaalf keer tegen elkaar gespeeld. De eerste ontmoeting, een kwalificatiewedstrijd voor de Afrika Cup 1968, vond plaats op 16 augustus 1967 in Monrovia. Het laatste duel, een kwalificatiewedstrijd voor het African Championship of Nations 2016, werd gespeeld in de Liberiaanse hoofdstad op 5 juli 2015.

## Wedstrijden
| №  | Plaats      | Datum            | Competitie                                        | Wedstrijd        | Uitslag |
| -- | ----------- | ---------------- | ------------------------------------------------- | ---------------- | ------- |
| 1  | Monrovia    | 16 augustus 1967 | Afrika Cup 1968 kwalificatie                      | Liberia − Guinee | 2 − 2   |
| 2  | Conakry     | 1 november 1967  | Afrika Cup 1968 kwalificatie                      | Guinee − Liberia | 3 − 0   |
| 3  | Monrovia    | 28 januari 1979  | Vriendschappelijk                                 | Liberia − Guinee | 2 − 1   |
| 4  | Monrovia    | 7 december 1980  | WK 1982 kwalificatie                              | Liberia − Guinee | 0 − 0   |
| 5  | Conakry     | 21 december 1980 | WK 1982 kwalificatie                              | Guinee − Liberia | 1 − 0   |
| 6  | Monrovia    | 22 oktober 1989  | Vriendschappelijk                                 | Liberia − Guinee | 2 − 0   |
| 7  | Paynesville | 28 november 1989 | Vriendschappelijk                                 | Liberia − Guinee | 2 − 0   |
| 8  | Monrovia    | 29 december 1994 | Vriendschappelijk                                 | Liberia − Guinee | 0 − 0   |
| 9  | Conakry     | 8 september 2002 | Afrika Cup 2004 kwalificatie                      | Guinee − Liberia | 3 − 0   |
| 10 | Accra       | 21 juni 2003     | Afrika Cup 2004 kwalificatie                      | Liberia − Guinee | 1 − 2   |
| 11 | Bamako      | 21 juni 2015     | African Championship of Nations 2016 kwalificatie | Guinee − Liberia | 3 − 1   |
| 12 | Monrovia    | 5 juli 2015      | African Championship of Nations 2016 kwalificatie | Liberia − Guinee | 1 − 1   |

## Samenvatting
| Competitie                                   | Totaal gespeeld | Winst Guinee | Gelijk | Winst Liberia | Doelsaldo Guinee – Liberia |
| -------------------------------------------- | --------------- | ------------ | ------ | ------------- | -------------------------- |
| WK-kwalificatie                              | 2               | 1            | 1      | 0             | 1 − 0                      |
| Afrika Cup-kwalificatie                      | 4               | 3            | 1      | 0             | 10 − 3                     |
| African Championship of Nations-kwalificatie | 2               | 1            | 1      | 0             | 4 − 2                      |
| Vriendschappelijk                            | 4               | 0            | 1      | 3             | 1 − 6                      |
| Totaal                                       | 12              | 5            | 4      | 3             | 16 − 11                    |

FGF · A-internationals · Guinees vrouwenelftal
1960-1969 ·
1970-1979 ·
1980-1989 ·
1990-1999 ·
2000-2009 ·
2010-2019 ·
2020-2029
AC 1970 ·
AC 1974 ·
AC 1976 ·
AC 1980 ·
AC 1994 ·
AC 1998 ·
AC 2004 ·
AC 2006 ·
AC 2008 ·
AC 2012
1962 ·
1963 ·
1964 ·
1965 ·
1966 ·
1967 ·
1968 ·
1969 ·
1970 ·
1971 ·
1972 ·
1973 ·
1974 ·
1975 ·
1976 ·
1977 ·
1978 ·
1979 ·
1980 ·
1981 ·
1982 ·
1983 ·
1984 ·
1985 ·
1986 ·
1987 ·
1988 ·
1989 ·
1990 ·
1991 ·
1992 ·
1993 ·
1994 ·
1995 ·
1996 ·
1997 ·
1998 ·
1999 ·
2000 ·
2001 ·
2002 ·
2003 ·
2004 ·
2005 ·
2006 ·
2007 ·
2008 ·
2009 ·
2010 ·
2011 ·
2012 ·
2013 ·
2014 ·
2015 ·
2016 ·
2017 ·
2018 ·
2019 ·
2020 ·
2021 ·
2022 ·
2023 ·
2024
Algerije ·
Angola ·
Benin ·
Bermuda ·
Botswana ·
Brazilië ·
Burkina Faso ·
Burundi ·
Cambodja ·
Centraal-Afrikaanse Republiek ·
Chili ·
China ·
Comoren ·
Congo-Brazzaville ·
Congo-Kinshasa ·
DDR ·
Egypte ·
Equatoriaal-Guinea ·
Ethiopië ·
Gabon ·
Gambia ·
Ghana ·
Guinee-Bissau ·
Indonesië ·
Irak ·
Iran ·
Ivoorkust ·
Kaapverdië ·
Kameroen ·
Kenia ·
Kosovo ·
Lesotho ·
Liberia ·
Libië ·
Madagaskar ·
Malawi ·
Mali ·
Marokko ·
Mauritanië ·
Mauritius ·
Mozambique ·
Namibië ·
Niger ·
Nigeria ·
Noord-Korea ·
Oeganda ·
Rwanda ·
Senegal ·
Sierra Leone ·
Soedan ·
Somalië ·
Swaziland ·
Tanzania ·
Togo ·
Tsjaad ·
Tunesië ·
Turkije ·
Vanuatu ·
Venezuela ·
Vietnam ·
Zaïre ·
Zambia ·
Zimbabwe ·
Zuid-Afrika ·
Zuid-Jemen
LFA · Liberiaans vrouwenelftal
Interlands
Tegenstander:
Algerije ·
Angola ·
Benin ·
Botswana ·
Burkina Faso ·
Burundi ·
Centraal-Afrikaanse Republiek ·
Colombia ·
Congo-Brazzaville ·
Congo-Kinshasa ·
Djibouti ·
Egypte ·
Equatoriaal-Guinea ·
Ethiopië ·
Gabon ·
Gambia ·
Ghana ·
Guinee ·
Guinee-Bissau ·
Indonesië ·
Irak ·
Ivoorkust ·
Kaapverdië ·
Kameroen ·
Kenia ·
Lesotho ·
Libië ·
Madagaskar ·
Malawi ·
Maleisië ·
Mali ·
Marokko ·
Mauritanië ·
Mauritius ·
Mexico ·
Namibië ·
Niger ·
Nigeria ·
Oeganda ·
Oman ·
Papoea-Nieuw-Guinea ·
Rwanda ·
Sao Tomé en Principe ·
Senegal ·
Sierra Leone ·
Soedan ·
Tanzania ·
Thailand ·
Togo ·
Tsjaad ·
Tunesië ·
Zambia ·
Zimbabwe ·
Zuid-Afrika